# Urs Bührer
Urs Bührer (* 13. Dezember 1942) ist ein Schweizer Komponist, Organist und Musikpädagoge.
Er studierte an der Hochschule für Musik und Theater Zürich Komposition und Kontrapunkt bei Paul Müller-Zürich sowie Klavier bei Walter Frey und Karl Engel. Danach war er an der Musikakademie Basel Orgelschüler von Eduard Müller. In Paris setzte er seine Orgelausbildung bei Gaston Litaize fort und studierte Komposition und Instrumentation bei Pierre Wissmer.
Bührer unterrichtete Musiktheorie an der kirchenmusikalischen Abteilung der Musikhochschule Zürich. Er gibt Klavier- und Orgelkonzerte und ist Organist in Wallisellen. Als Komponist trat er vorwiegend mit Kammermusik und Orgelwerken hervor.

## Werke
- Concertino für Orgel, 1963
- Meditation über «Nun komm, der Heiden Heiland» für Violine und Orgel, 1964
- Meditation über «Vater unser im Himmelreich» für Cello und Orgel, 1965
- Sechs Miniaturen für Flöte und Klavier, 1965
- Capriccio für Flöte, 1966
- Ferme morte, Kleine Kantate für Sopran, Flöte und Klavier (Texte: Fritz Senft), 1966
- Streichquartett, 1967
- Psaume 130 für Orgel, 1968
- Spiel mit 4 Farben für dreimanualige Orgel, 1970
- Nachtstücke, Fantasie für Alt (Bass) und Klavier (Texte: Fritz Senft), 1970
- Rovelliana, Variationen für Blockflöte allein, 1970
- Kleines Konzert für Flöte und Orgel, 1971
- Fantasie über ein choralartiges Thema für zwei Orgeln, 1971
- Klaviermusik in 6 Teilen, 1971–1972
- Variationen über einen Rhythmus für Clavichord, 1972
- Kaleidoskop für Orgel, 1973
- Geschichte für Orgel, 1974
- Bittet, so wird euch gegeben werden, Kantate für Kinderchor, Oboe, Violine, Violoncello und Orgel, 1975
- Episoden für Posaune und Orgel, 1975
- Sonata für Klavier, 1975
- 14 Orgelchoräle, 1963–1976
- Quartett für Flöte, Violine, Viola, Violoncello, 1976
- Suite für Cembalo, 1977
- Dialog über «All Morgen ist ganz frisch und neu» für Oboe und Orgel, 1977
- Sextett für Flöte, Oboe, Violine, Cello, Gitarre und Cembalo, 1978
- Kombinationen für Fagott und Klavier, 1978–1979
- Crescendo für Cello solo, 1979
- Annäherungen für Klarinette und Klavier, 1980
- Jona im Walfisch für 16 Singstimmen, 1980–81
- Missa brevis für gemischten Chor und Orgel, 1981–1982
- Und das Licht scheint in der Finsternis für Bass-Querflöte solo, 1982
- Passacaglia für Englisch Horn und Klavier, 1984
- Auseinander – ineinander – nebeneinander für Klavier vierhändig, 1988
- 9 Orgelstücke, 1983–1991
- Ein Wandertag für Klavier, 1992–1993
- Aus der Tiefe für Kontrafagott und Klavier, 1996